# 24th Special Tactics Squadron
Die 24th Special Tactics Squadron (24th STS; deutsch 24. Spezialtaktik-Staffel) ist eine Staffel der US Air Force für Rettungs- und Bergungseinsätze aller Art auch unter Kampfbedingungen und in jedem Terrain (United States Air Force Pararescue). Sie ist administrativ (truppendienstlich) Teil des Air Force Special Operations Command (AFSOC), operativ aber dem Joint Special Operations Command (JSOC) unterstellt.

## Auftrag
Die Einsatzszenarien sind:
- Such- und Rettungsoperationen (SAR, Search and Rescue)
- Such- und Rettungsoperationen unter Gefechtsbedingungen (CSAR, Combat Search and Rescue)
- Rettungs- und Bergungsunterstützung für die NASA, falls angefordert.
- Alle anderen nur erdenklichen Rettungs- und Bergungsoperationen.

## Organisation
Die 24th Special Tactics Squadron ist auf der Pope Air Force Base im US-Bundesstaat North Carolina stationiert, wo auch das Hauptquartier des JSOC liegt, unweit von Fort Bragg, dem Quartier der Delta Force.
Die Organisation der Einheit ist, anders als bei den anderen Special Tactics Squadrons geheim, ebenso wie Mittel, Taktiken und Leistungscharakteristika.

## Rekrutierung und Ausbildung

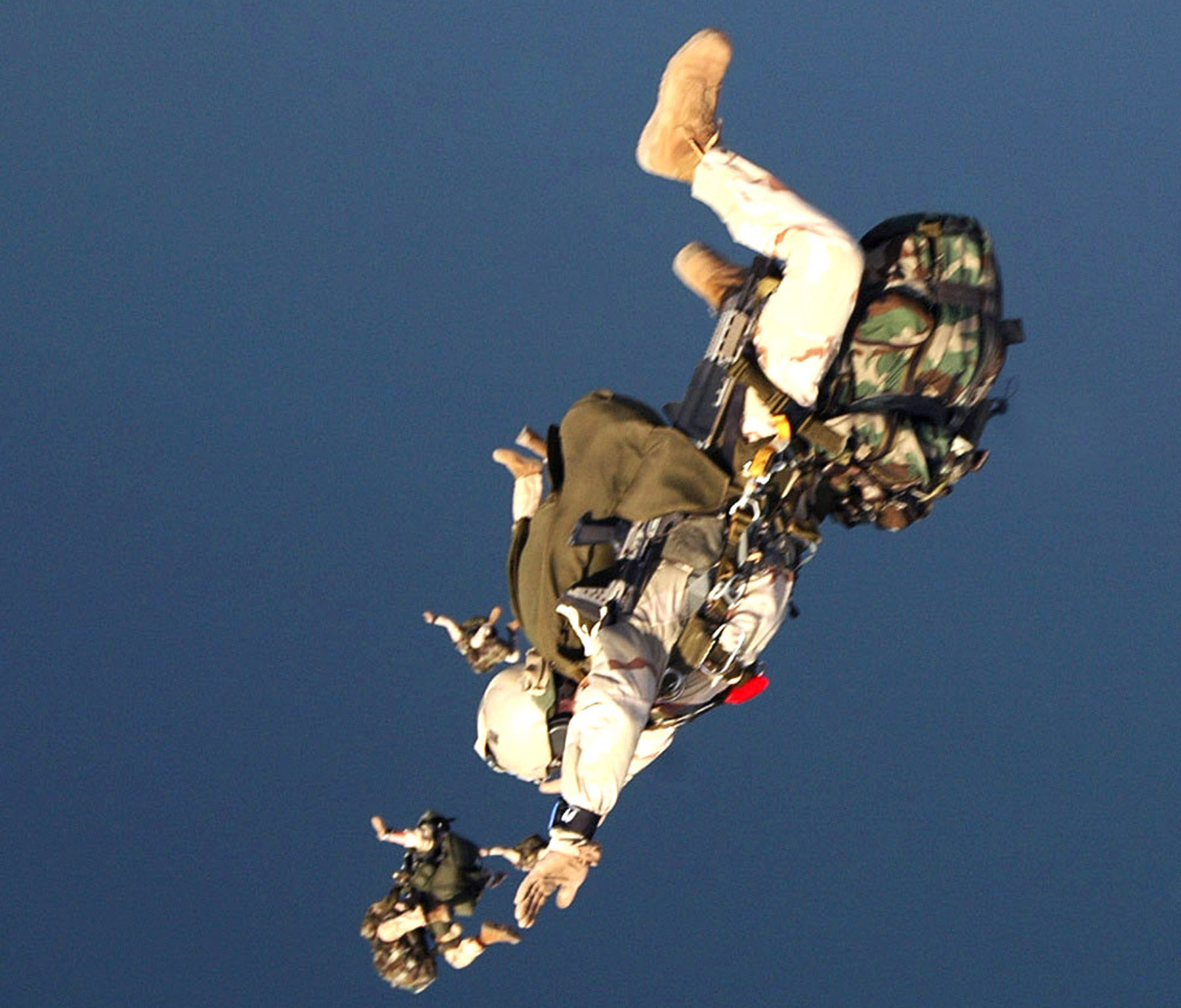
Pararescuemen beim Sprung

Zuerst durchläuft der Aspirant die Combat Control/Pararescue Selection (Kampffluglotse/Kampfrettung Eignungstest), bei der seine grundsätzliche Eignung für die Laufbahn geprüft wird. Diese Phase dauert 12 Wochen und findet auf der Lackland Air Force Base in Texas statt. Anschließend wird er fünf Wochen lang in der Key West Naval Air Station in Florida im Special Forces Combat Diver-Lehrgang zum Kampftaucher ausgebildet. Nach dem Abschluss beginnt die dreiwöchige Ausbildung zum Fallschirmspringer (US Army Basic Airborne-Course) in Fort Benning im US-Bundesstaat Georgia. Danach werden die Grundkenntnisse an der Sprungschule in Fort Bragg, North Carolina vertieft und der Aspirant in HALO-Sprungtechniken im US Army Basic Military Freefall (HALO)-Lehrgang ausgebildet. Dieser dauert vier Wochen. Danach durchläuft der künftige Para-Rescue-Soldat ein dreiwöchiges Überlebenstraining auf der Fairchild Air Force Base im US-Bundesstaat Washington (US Air Force Combat Survival-Kurs). Anschließend folgt der längste Lehrgang (22 Wochen), der Special Operations Combat Medic Course (Spezialeinsatz-Sanitätslehrgang unter Gefechtsbedingungen) an. Schließlich durchläuft der Aspirant den letzten Ausbildungsabschnitt, den Pararescue Recovery Specialist Course (Rettung und Bergung im Gefecht). Dieser Kurs dauert 20 Wochen. Danach ist er fertig ausgebildet für die Verwendung in einem der Special Tactics Squadrons.

## Ausrüstung

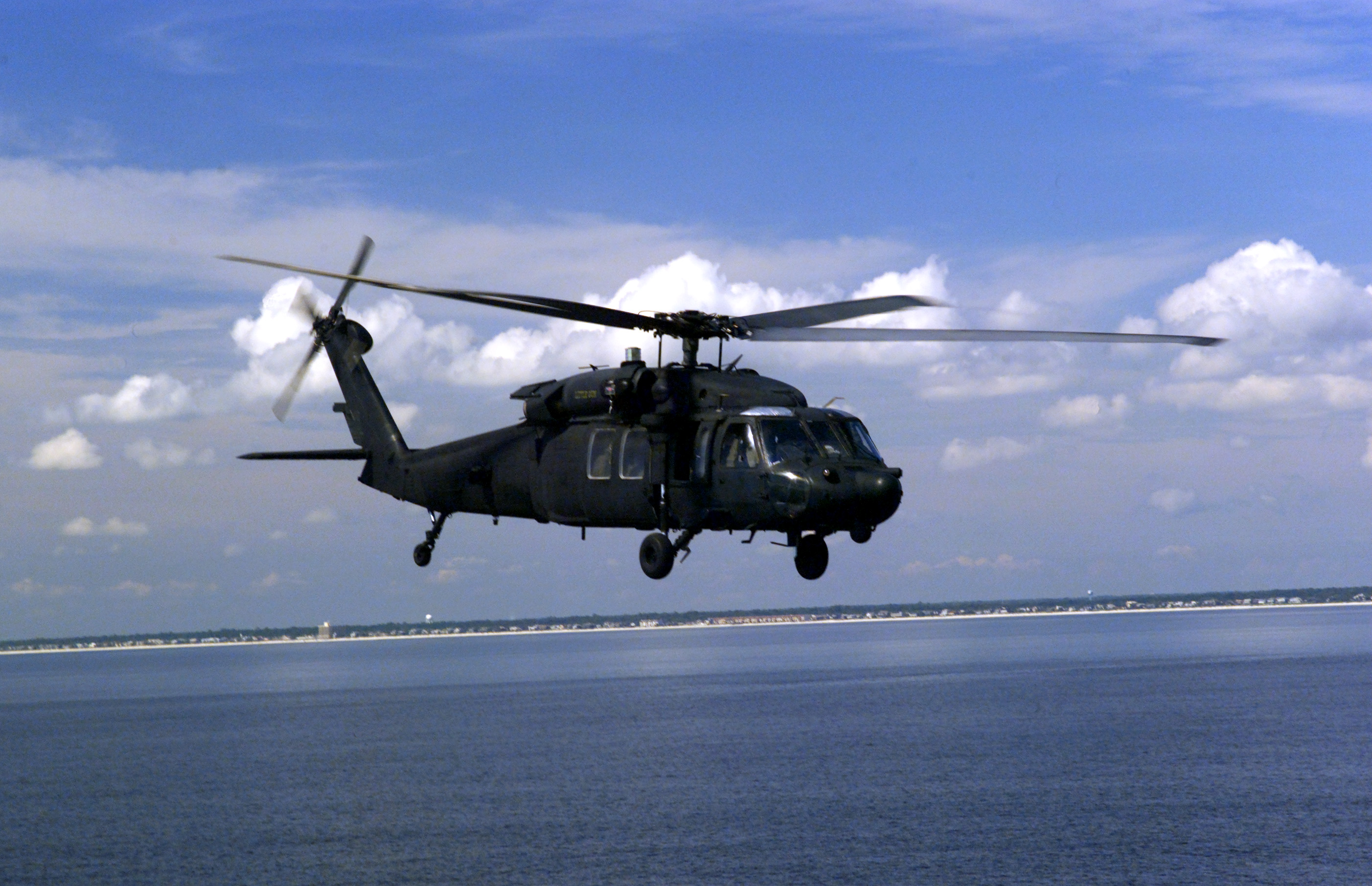
MH-60L Black Hawk

Das 24th Special Tactics Squadron (24th STS) ist überwiegend mit Hubschraubern vom Typ MH-60L Black Hawk, HH-60 Pave Hawk und HH-60 MedEvac ausgerüstet.

## Geschichte
Über die konkrete Einsatzgeschichte ist wegen der Geheimhaltung wenig bekannt, aber man kann davon ausgehen, dass seit Bestehen des JSOC die Einheit immer dann beteiligt war, wenn Rettungsmissionen für Soldaten in misslicher Lage erforderlich waren.
Am 3. Oktober 1993, während der Schlacht von Mogadischu (Operation Irene), war die 24th Special Tactics Squadron beteiligt an der Operation zur Rettung der Besatzung des abgeschossenen UH-60 Blackhawks.
Vom 15. bis 20. September 2000 nahm die Einheit zusammen mit der 23rd Special Tactics Squadron an der Canadian Search and Rescue Exercise (SAREX) teil, einem Manöver der kanadischen Streitkräfte. Das war das erste Mal, dass US-Einheiten an dieser jährlichen Übung teilnahmen.
Die Einheit war Teil der JSOC-Gruppierungen Task Force 121, Task Force 6-26 and Task Force 145.
Am 6. August 2011 wurden bei einem Hubschrauber-Abschuss durch die Taliban drei Soldaten dieser Einheit getötet. Es handelte sich hierbei um Air Force Tech. Sgt. John W. Brown, Air Force Staff Sgt. Andrew W. Harvell sowie Air Force Tech. Sgt. Daniel L. Zerbe.